# Ураимжонов, Абдурасулжон
Абдурасулжон Ураимжонов узб. Абдурасулжон Ураимжонов (1950) — артист Ошского Государственного академического узбекского музыкально-драматического театра имени Бобура, Народный артист Киргизской Республики (2011), внёс большой вклад в развитие культуры и искусства Кыргызстана.

## Биография
Абдурасулжон Ураимжонов родился 2 февраля 1950 года в городе Ош. В 1970 году окончил Андижанское музыкальное училище им. Т.Джалилова, по специальности преподаватель кашкарского рубаба. Ураимжанов Абдурасулджан начал свою трудовую деятельность в Ошском узбекском театре им. С. М. Кирова в 1973 году артистом оркестра, в 1980 году был переведён артистом драмы, а с 2009 года по настоящее время работает артистом драмы 13 разряда. Среди народа его называют ошским «Робертино».
За период работы в театре А. Ураимжанов зарекомендовал себя честным, принципиальным и талантливым актёром, он постоянно работает над повышением своего профессионального мастерства. Им создано много интересных образов, в «Бунте невесток» Тухта, «Мансаб шайдоси» — Шоди, «Скорпион из алтаря» — Анвар, «Белый жеребец» — Ибрис, «Первый учитель» — певец, «Далекий путь в Мекку» — поэт пользуются большой популярностью среди зрителей. Имели хороший успех его роли в снятом на телевидении в 1987 году художественном фильме «Великая победа» — Ш. Расулов, в фильме «Сароб» (1989 год) — журналист, в видеофильме по повести Чингиза Айтматова «Плаха» (2010 г.).
За большие заслуги в развитии театрального искусства республики в 1980 году ему присвоено почётное звание Заслуженный артист Киргизской ССР, в 2011 году ему присвоено почётное звание Народный артист Кыргызской Республики. Он награждён Почётной грамотой Верховного Совета Кыргызской Республики и Почётной грамотой Жогорку Кенеша Кыргызской Республики. Неоднократно награждался грамотами и денежными премиями Министерства культуры и информации Кыргызской Республики и администрации театра. Абдурасулжан Ураимжанов пользуется заслуженным авторитетом среди зрителей и сотрудников театра.

## Театральные работы
- «Бунт невесток» Тухта
- «Мансаб шайдоси» — Шоди
- «Скорпион из алтаря» — Анвар
- «Белый жеребец» — Ибрис
- «Первый учитель» — певец
- «Далекий путь в Мекку» — поэт.

## Фильмография
- «Великая победа» (1987) — Ш. Расулов
- «Сароб» (1989) — журналист
- Видеофильм «Плаха» (2010) по повести Чингиза Айтматова.

## Награды
- Народный артист Киргизстана (2011 год)
- Заслуженный артист Узбекской ССР (1974 год)
- Почётная грамота Президиума Верховного Совета Киргизской ССР
- Почётная грамота Жогорку Кенеша Киргизии
- Почётная грамота Министерства культуры Киргизской ССР